# Beierolpium benoiti
Beierolpium benoiti är en spindeldjursart som beskrevs av Volker Mahnert 1978. Beierolpium benoiti ingår i släktet Beierolpium och familjen Olpiidae. Inga underarter finns listade.